# センナ・メリディオナリス
センナ・メリディオナリス（学名：Senna meridionalis）はジャケツイバラ亜科センナ属に属する落葉性の多年生植物。多肉植物であり、鑑賞目的で取引されている。2013年にはワシントン条約附属書IIに掲載された。マダガスカルのトゥリアラ州、標高50-400メートルの石灰岩地帯の乾性林や砂地に自生している。樹高1.5-5メートルの低木で、11月から3月に開花する。